# 1896年夏季奧林匹克運動會意大利代表團
1896年夏季奧林匹克運動會意大利代表團派出一名運動員參加一項比賽項目，只有朱塞佩·里瓦貝拉一人參加射擊比賽。意大利是參加1896年奧運會中四個沒有獲得獎牌的國家之一，其他還有瑞典、智利和保加利亞。意大利原本有第二位運動員卡洛·艾羅迪參加1896年奧運會，他從意大利米蘭一路走到雅典準備比賽，但由於他曾在巴塞隆納的馬拉松比賽中獲得過獎金，奧林匹克委員會認為他是職業運動員，從而沒有參加奧運會的資格。

### 射击
| 運動員          | 項目          | 中目標 | 總分 | 排名  |
| --------------- | ------------- | ------ | ---- | ----- |
| 朱塞佩·里瓦貝拉 | 200米軍用步槍 | 不詳   | 不詳 | 14–41 |